# Hermelange
Hermelange là một xã trong vùng Grand Est, thuộc tỉnh Moselle, quận Sarrebourg, tổng Lorquin. Tọa độ địa lý của xã là 48° 40' vĩ độ bắc, 07° 01' kinh độ đông. Hermelange nằm trên độ cao trung bình là m mét trên mực nước biển, có điểm thấp nhất là 255 mét và điểm cao nhất là 334 mét. Xã có diện tích 2,58 km², dân số vào thời điểm 2004 là 207 người; mật độ dân số là 79,6 người/km². Xã thuộc Pháp từ năm 1661.

## Thông tin nhân khẩu
| 1962 | 1968 | 1975 | 1982 | 1990 | 1999 |
| ---- | ---- | ---- | ---- | ---- | ---- |
| 118  | 126  | 145  | 153  | 191  | 186  |